# Hercostomus humeralis
Hercostomus humeralis är en tvåvingeart som beskrevs av Frey 1925. Hercostomus humeralis ingår i släktet Hercostomus och familjen styltflugor. Inga underarter finns listade i Catalogue of Life.